# Wilfrid Lauriano do Rego
Pour les articles homonymes, voir Lauriano (homonymie).
 (août 2021).
Si vous disposez d'ouvrages ou d'articles de référence ou si vous connaissez des sites web de qualité traitant du thème abordé ici, merci de compléter l'article en donnant les références utiles à sa vérifiabilité et en les liant à la section « Notes et références ».
Wilfrid Lauriano do Rego, né le 20 octobre 1960 à Cotonou, au Bénin, est une personnalité franco-béninoise. Président du conseil de surveillance du cabinet d’audit KPMG France, il est, depuis juillet 2019, coordonnateur du Conseil présidentiel pour l'Afrique.

## Biographie

### Origines, famille et formation
Wilfrid Lauriano do Rego est né et a passé son enfance à Cotonou, au Bénin. Il effectue sa scolarité à Dakar (Sénégal), où il obtient une maîtrise de sciences économiques à l’université Cheikh-Anta-Diop. Il intègre ensuite l’ESCP Business School à Paris, dont il sort diplômé en 1988. Il est aussi expert-comptable et commissaire aux comptes.
Il est marié et père de deux enfants.

### Parcours professionnel
Il rejoint la branche française du réseau international d’audit et de conseil KPMG, en 1988. Il se spécialise dans le conseil en fusions-acquisitions, notamment dans les secteurs de l’énergie, des infrastructures et des télécommunications. En 2002, il est nommé Partner et devient le premier associé d'origine africaine de KPMG, ce qu'il décrit comme « l’une de ses fiertés ». En décembre 2019, il devient président du conseil de surveillance de KPMG France.
Au mois d’avril 2021, Wilfrid Lauriano do Rego co-fonde le think tank « A New Road », dédié aux dettes publiques et au financement des économies africaines. Il milite dans ce cadre pour une meilleure intégration régionale en Afrique de l'Ouest, notamment à travers l’augmentation des échanges intrarégionaux. Il invite également les banques et les bailleurs de fonds à prendre en compte le risque réel en Afrique, plutôt qu’un risque perçu[source secondaire souhaitée].

### Conseil présidentiel pour l'Afrique
En juillet 2019, Wilfrid Lauriano do Rego est nommé coordonnateur du Conseil présidentiel pour l'Afrique, créé en juillet 2017 par le président Emmanuel Macron. Il succède à Jules-Armand Aniambossou, franco-béninois lui aussi, nommé ambassadeur de France en Ouganda. À sa tête, il formule des recommandations au président de la République pour encourager un partenariat renouvelé entre la France et l’Afrique, prenant également en compte les sociétés civiles et la diaspora africaines.
Wilfrid Lauriano do Rego intervient au sein de la conférence "Les Etats généraux de l'ECO : Quelle monnaie pour quel développement en Afrique de l'Ouest" organisée par l'économiste Kako Nubukpo en mai 2021 à Lomé.